# Stilobezzia beckae
Stilobezzia beckae är en tvåvingeart som beskrevs av Wirth 1953. Stilobezzia beckae ingår i släktet Stilobezzia och familjen svidknott. Inga underarter finns listade i Catalogue of Life.